# شهرستان تلشای
شهرستان تلشای (به لیتوانیایی: Telšių apskritis) یکی از شهرستان‌های کشور لیتوانی است.
جمعیت این شهرستان ۱۵۲٬۰۷۸ نفر است و دارای مساحت ۴٬۳۵۰ کیلومتر مربع می باشد و همچنین مرکز شهر تلشای می باشد.